# Оголин, Александр Степанович
Александр Степанович Оголин (1821—1911) — русский государственный деятель, Витебский и Кутаисский губернатор, сенатор, действительный тайный советник.

## Биография
Родился 16 (28) марта 1821 года в семье потомственных дворян.
По окончании курса в Императорском училище правоведения, 18 июля 1842 года поступил на службу в 5-й департамент Сената. В 1848 году причислен к департаменту министерства юстиции. В 1847 году и.д. обер-секретаря 6-го департамента Сената. В 1850 году назначен Казанским губернским прокурором, в 1852 году директором Казанского тюремного комитета, в 1854 году и.д. председателя Минской палаты уголовного суда. В 1855 году причислен к министерству внутренних дел. В том же году командирован в Калугу в комиссию по делу о взаимных претензиях военного ведомства и Калужской квартирной комиссии.
В 1856 году назначен псковским вице-губернатором, а в 1858 году перемещён на ту же должность в Воронежскую губернию; в 1859 году зачислен присутствующим членом попечительного о бедных комитета Императорского человеколюбивого общества; с 4 декабря 1859 года — действительный статский советник.
В 1860 году назначен Казанским вице-губернатором.
В 1861 году причислен к министерству внутренних дел, в том же году стал и.д. Витебского гражданского губернатора и Высочайше утвержден вице-президентом Витебского тюремного комитета. В декабре 1862 года был утверждён в должности губернатора.
Когда в 1863 году в Польше вспыхнуло восстание, как свидетельствуют документы, одним из центров подготовки восстания в Латгалии было имение Мариенгаузен (ныне Виляка), расположенное в Люцинском уезде Витебской губернии. Оголин советовал мировым посредникам: «в настоящее время смуты строгое исполнение крестьянами издельной повинности невозможно, поэтому помещики должны быть снисходительны, по крайней мере, до того времени, пока восстановится спокойствие и порядок в губернии». Однако помещики не вняли голосу разума, совету властей и продолжали, невзирая на опасность крестьянских выступлений, упорно требовать "принудить крестьян отработать те дни барщины, которые считаются за крестьянами в долгу. Потеряв терпение Оголин в своем циркуляре от 16 сентября 1863 г. на этот раз не советует, а прямо указывает: 

«Имея в виду, что неточное исполнение повинностей произошло от начавшихся политических беспорядков с января месяца… удовлетворение домогательств помещиков в настоящее время не может быть допустимо. Жалобы помещиков оставлять без всяких последствий… не должны взыскиваться с крестьян барщинные недоимочные дни присужденные мировыми посредниками из местных дворян… Не допускать взыскания с крестьян прогульных дней деньгами по оценке рабочего дня».
В 1864 году был командирован в Варшаву для занятий при учредительном комитете в Царстве Польском. В 1865 году назначен Кутаисским гражданским губернатором. В 1867 году назначен членом совета наместника Кавказского и в том же году — председателем департамента Тифлисской судебной палаты.
С 18 января 1873 года назначен сенатором с производством в чин тайного советника. В 1877 году производил ревизии учреждений Кавказа. В 1884 году назначен к присутствованию в 5-й департамент Сената, в 1887 году перемещён в 1-й департамент, а в 1890 году — в департамент герольдии.
Скончался 16 (29) июля 1911 года.

## Награды
- орден Св. Станислава 1-й ст. (1871)
- орден Св. Анны 1-й ст. (1877)
- орден Св. Владимира 2-й ст. (1880)
- орден Белого орла (1886)
- орден Св. Александра Невского (1892)